# Pont-sur-Yonne
Pont-sur-Yonne és un municipi francès, situat al departament del Yonne i a la regió de Borgonya - Franc Comtat. L'any 2007 tenia 3.125 habitants.

## Demografia

### Població
El 2007 la població de fet de Pont-sur-Yonne era de 3.125 persones. Hi havia 1.325 famílies, de les quals 456 eren unipersonals (164 homes vivint sols i 292 dones vivint soles), 401 parelles sense fills, 320 parelles amb fills i 148 famílies monoparentals amb fills.
La població ha evolucionat segons el següent gràfic:
Habitants censats

### Habitatges
El 2007 hi havia 1.668 habitatges, 1.366 eren l'habitatge principal de la família, 168 eren segones residències i 134 estaven desocupats. 1.245 eren cases i 405 eren apartaments. Dels 1.366 habitatges principals, 827 estaven ocupats pels seus propietaris, 501 estaven llogats i ocupats pels llogaters i 38 estaven cedits a títol gratuït; 35 tenien una cambra, 176 en tenien dues, 338 en tenien tres, 359 en tenien quatre i 458 en tenien cinc o més. 921 habitatges disposaven pel capbaix d'una plaça de pàrquing. A 689 habitatges hi havia un automòbil i a 414 n'hi havia dos o més.

### Piràmide de població
La piràmide de població per edats i sexe el 2009 era:
| Homes | Edats   | Dones |
| ----- | ------- | ----- |
| 12    | 95 o +  | 4     |
| 28    | 90 a 94 | 36    |
| 12    | 85 a 89 | 52    |
| 32    | 80 a 84 | 48    |
| 32    | 75 a 79 | 100   |
| 80    | 70 a 74 | 112   |
| 88    | 65 a 69 | 80    |
| 76    | 60 a 64 | 96    |
| 52    | 55 a 59 | 64    |
| 108   | 50 a 54 | 136   |
| 88    | 45 a 49 | 104   |
| 104   | 40 a 44 | 88    |
| 84    | 35 a 39 | 144   |
| 112   | 30 a 34 | 80    |
| 92    | 25 a 29 | 76    |
| 92    | 20 a 24 | 60    |
| 108   | 15 a 19 | 152   |
| 96    | 10 a 14 | 116   |
| 80    | 5 a 9   | 104   |
| 100   | 0 a 4   | 72    |

## Economia
El 2007 la població en edat de treballar era de 1.891 persones, 1.348 eren actives i 543 eren inactives. De les 1.348 persones actives 1.201 estaven ocupades (629 homes i 572 dones) i 147 estaven aturades (56 homes i 91 dones). De les 543 persones inactives 238 estaven jubilades, 134 estaven estudiant i 171 estaven classificades com a «altres inactius».

### Ingressos
El 2009 a Pont-sur-Yonne hi havia 1.374 unitats fiscals que integraven 3.067 persones, la mediana anual d'ingressos fiscals per persona era de 17.457 €.

### Activitats econòmiques
Dels 177 establiments que hi havia el 2007, 3 eren d'empreses extractives, 6 d'empreses alimentàries, 1 d'una empresa de fabricació de material elèctric, 13 d'empreses de fabricació d'altres productes industrials, 21 d'empreses de construcció, 41 d'empreses de comerç i reparació d'automòbils, 10 d'empreses de transport, 16 d'empreses d'hostatgeria i restauració, 2 d'empreses d'informació i comunicació, 9 d'empreses financeres, 7 d'empreses immobiliàries, 10 d'empreses de serveis, 28 d'entitats de l'administració pública i 10 d'empreses classificades com a «altres activitats de serveis».
Dels 61 establiments de servei als particulars que hi havia el 2009, 1 era una oficina d'administració d'Hisenda pública, 1 gendarmeria, 1 oficina de correu, 5 oficines bancàries, 1 funerària, 6 tallers de reparació d'automòbils i de material agrícola, 1 taller d'inspecció tècnica de vehicles, 2 autoescoles, 2 paletes, 4 guixaires pintors, 3 fusteries, 2 lampisteries, 4 electricistes, 5 empreses de construcció, 3 perruqueries, 1 veterinari, 9 restaurants, 5 agències immobiliàries, 2 tintoreries i 3 salons de bellesa.
Dels 14 establiments comercials que hi havia el 2009, 2 eren supermercats, 1 una botiga de més de 120 m², 5 fleques, 1 una fleca, 1 una llibreria, 1 una botiga d'equipament de la llar, 1 una sabateria i 2 floristeries.
L'any 2000 a Pont-sur-Yonne hi havia 8 explotacions agrícoles.

## Equipaments sanitaris i escolars
El 2009 hi havia 2 farmàcies i 1 ambulància.
El 2009 hi havia 1 escola maternal i 1 escola elemental. Pont-sur-Yonne disposava d'un col·legi d'educació secundària amb 691 alumnes.

## Poblacions més properes
El següent diagrama mostra les poblacions més properes.